# Shuichiro Shigeno
Shuichiro Shigeno (10 settembre 2005) è uno snowboarder giapponese, specializzato nell'halfpipe.

## Biografia
Specializzato nell'halfpipe e attivo in gare FIS dal febbraio 2019, Shigeno ha debuttato in Coppa del Mondo il 23 gennaio 2021, giungendo 32º a Laax e ha ottenuto il suo primo podio il 10 febbraio 2023, chiudendo 3º a Calgary, nella gara vinta dal giapponese Ruka Hirano.
In carriera non ha mai preso parte a rassegne olimpiche o iridate.

## Palmarès

### Mondiali juniores
- 1 medaglia:
  - 1 argento (halfpipe a Leysin 2022)

### Coppa del Mondo
- Miglior piazzamento in classifica generale di freestyle: 18º nel 2023
- 2 podi:
  - 2 terzi posti